# Mispadpolder
De Mispadpolder is een oudlandpolder binnen het complex: Polders tussen Lamswaarde en Hulst.
De Mispadpolder werd omstreeks 1233 ingedijkt door de monniken van de Abdij van Boudelo. Toen in 1585 de inundatie plaatsvond bleef het oostelijk deel droog. Dit is blijven bestaan als de huidige Mispadpolder. Het westelijk deel werd later herdijkt en dit werd de Stoofpolder. In de polder ligt de buurtschap Het Lammetje.
Burghpolder · Clinge- en Kieldrechtpolders · Clingepolder · Dullaertpolder · Eekenissepolder · Graauwsche Polders · Havenpolder · Hertogin Hedwigepolder · Hoof- en Molenpolder · Hooglandpolder · Kieldrechtpolders · Kievitpolder · Kleine Molenpolder · Koningin Emmapolder · Langendampolder · Louisapolder · Mariapolder (Hulst) · Melopolder · Mispadpolder · Molenpolder (Hulst) · Nijspolder · Noordhofpolder · Oude Graauwpolder · Oudelandpolder · Polders tussen Lamswaarde en Hulst · Polders van Hontenisse en Ossenisse · Saaftingepolders · Saeftingepolder · Ser-Pauluspolder · Stoofpolder · Van Alsteinpolder · Vitshoek · Willem-Hendrikspolder · Zandpolder · Zoutepolder